# Terry Cox
Terence William Harvey Cox  (High Wycombe, 13 maart 1937) is een Britse drummer van de folkjazz.

## Carrière
Cox speelde na lessen bij Jack Peach vanaf 1960 bij Michael Garrick, daarna bij Lenny Felix en Sandy Brown. Midden jaren 1960 behoorde hij tot Blues Incorporated van Alexis Korner, nam hij op met Duffy's Nucleus van Duffy Power en speelde hij in de huisband van Ronnie Scotts Jazz Club. Met Danny Thompson wisselde hij in 1967 van Korner naar de folkband Pentangle, waarbij hij bleef tot de (tijdelijke) ontbinding in 1973. Daarnaast speelde hij met Benny Carter, Barney Kessel, Roger Webb (1970) en het orkest van Bobby Lamb en Ray Premru (1971). Hij was ook betrokken bij opnamen van The Humblebums, Bert Jansch, John Renbourn, Shirley Collins, Dana Gillespie en David Bowie. Tussen 1974 en 1982 behoorde hij tot de band van Charles Aznavour, maar was hij ook sessiemuzikant voor Ashton & Lord en Elton John. Een verkeersongeluk legde Cox beperkingen op voor een langere periode. Sinds de heroprichting van Pentangle in 1985 behoorde hij weer tot de band tot 1990, waarmee hij in 2008 nog een keer op tournee ging.
Op het gebied van jazz nam Cox op met Ray Warleigh (1969), Harold McNair (1970), Cleo Laine (1976) en Digby Fairweather (2002). Zijn composities werden ook vertolkt door Grover Washington jr. en Spyro Gyra.
Tegenwoordig woont Terry Cox op Menorca, waar hij met zijn echtgenote een restaurant leidt en waar hij ook actief is met plaatselijke bands.

## Discografie
- Twice Upon a Time

- Gemeinsame Normdatei: 134351797
- Library of Congress Control Number: n2004093442
- MusicBrainz: e3113f8a-2d08-47e5-ba3e-fcfb90727a39
- Nationale Bibliotheek van Israël: 987007444685005171
- Virtual International Authority File: 310664935